# Liste der Berge oder Erhebungen in Andorra
Diese Liste zeigt, der Höhe nach geordnet, die höchsten Berge in Andorra.
| Rang | Gipfel                    | Höhe   | Gebirge/Massiv | Sonstiges                           |
| ---- | ------------------------- | ------ | -------------- | ----------------------------------- |
| 1.   | Comapedrosa               | 2944 m | Pyrenäen       | -                                   |
| 2.   | Puig de Roca Entrevessada | 2928 m | Pyrenäen       | Liegt auf der Grenze zu Spanien.    |
| 3.   | Pico de la Serrera        | 2914 m | Pyrenäen       | Liegt auf der Grenze zu Frankreich. |
| 4.   | Pic de l'Estanyó          | 2912 m | Pyrenäen       | -                                   |
| 5.   | Pic du Port               | 2903 m | Pyrenäen       | Liegt auf der Grenze zu Frankreich. |
| 6.   | Tossa Plana               | 2898 m | Pyrenäen       | Liegt auf der Grenze zu Spanien.    |